# Pseudohydromys occidentalis
Pseudohydromys occidentalis är en däggdjursart som beskrevs av Tate 1951. Pseudohydromys occidentalis ingår i släktet Pseudohydromys och familjen råttdjur. IUCN kategoriserar arten globalt som otillräckligt studerad. Inga underarter finns listade i Catalogue of Life.
Denna gnagare förekommer med minst två från varandra skilda populationer i bergstrakter på Nya Guinea. Den lever i regioner som ligger 2800 till 3600 meter över havet. Habitatet utgörs av bergsskogar och av områden som ligger intill skogar.